# Holger Albrechtsen
Holger Albrechtsen (né le 23 juin 1906 et mort le 14 août 1992) est un athlète norvégien, spécialiste du 110 mètres haies et du 400 m haies.

## Biographie
Il remporte la médaille de bronze du 110 m haies et se classe quatrième du 400 m haies lors des premiers championnats d'Europe d'athlétisme, en 1934 à Turin.
Il est champion de Norvège du 110 m haies en 1934, 1936 et 1938, et du 400 m haies en 1934 et 1935.

### Palmarès
| Date | Compétition           | Lieu  | Résultat | Épreuve     | Performance |
| ---- | --------------------- | ----- | -------- | ----------- | ----------- |
| 1934 | Championnats d'Europe | Turin | 3e       | 110 m haies | 15 s 0      |
| 1934 | Championnats d'Europe | Turin | 4e       | 400 m haies | 55 s 0      |

### Records
| Épreuve     | Performance | Lieu | Date         |
| ----------- | ----------- | ---- | ------------ |
| 110 m haies | 14 s 7      | Oslo | juillet 1933 |
| 400 m haies | 54 s 0      | Oslo | juillet 1934 |